# Рогатино (Ленінградська область)
Рогатино (рос. Рогатино) — присілок у Волосовському районі Ленінградської області Російської Федерації.
Населення становить 77 осіб. Належить до муніципального утворення Рабитицьке сільське поселення.

## Історія
Від 1 серпня 1927 року належить до Ленінградської області.

## Населення
| 2007 | 2010 | 2017 |
| ---- | ---- | ---- |
| 52   | ↗80  | ↘77  |